# Teppei Uchida
Teppei Uchida (内田 哲兵 Uchida Teppei?, nacido el 22 de mayo de 1975 en Osaka) es un exfutbolista japonés. Jugaba de centrocampista y su último club fue el Ventforet Kofu de Japón.

## Trayectoria

### Clubes
| Club           | País  | Año  |
| -------------- | ----- | ---- |
| Ventforet Kofu | Japón | 2001 |